# Пареллис, Апостолос
Апостолос Пареллис (греч. Απόστολος Παρέλλης; род. 24 июля 1985, Лимасол, Лимасол) — кипрский легкоатлет, специалист по метанию диска. Выступает за сборную Кипра по лёгкой атлетике с 2007 года, обладатель серебряной и бронзовой медалей Игр Содружества, двукратный чемпион Средиземноморских игр, многократный победитель и призёр первенств национального значения, действующий рекордсмен страны, участник трёх летних Олимпийских игр.

## Биография
Апостолос Пареллис родился 24 июля 1985 года в городе Лимасол, Республика Кипр.
Впервые заявил о себе в лёгкой атлетике на международном уровне в сезоне 2007 года, когда вошёл в состав кипрской национальной сборной и выступил на молодёжном европейском первенстве в Дебрецене, где с национальным рекордом Кипра 58,16 выиграл бронзовую медаль в зачёте метания диска. Будучи студентом, представлял страну на Универсиаде в Бангкоке.
В 2009 году одержал победу на домашних Играх малых государств Европы в Никосии, был седьмым на Средиземноморских играх в Пескаре и шестым Универсиаде в Белграде.
В 2010 году участвовал в чемпионате Европы в Барселоне, занял четвёртое место на Играх Содружества в Дели.
В 2011 году победил на Играх малых государств Европы в Шане, стал шестым на Универсиаде в Шэньчжэне.
На чемпионате Европы 2012 года в Хельсинки метнул диск на 61,79 метра. Благодаря череде удачных выступлений удостоился права защищать честь страны на летних Олимпийских играх в Лондоне — в программе метания диска на предварительном квалификационном этапе показал результат 63,48 метра, чего оказалось недостаточно для выхода в финал.
В 2013 году выиграл серебряную медаль на Играх малых государств Европы в Люксембурге, занял седьмое место на Средиземноморских играх в Мерсине, метал диск на чемпионате мира в Москве.
В 2014 году получил серебро на Играх Содружества в Глазго, уступив в финале только индийцу Викасу Говде, стартовал на чемпионате Европы в Цюрихе.
На чемпионате мира 2015 года в Пекине с результатом 64,55 стал в финале шестым.
В 2016 году выступил на чемпионате Европы в Амстердаме. Выполнив олимпийский квалификационный норматив (65,00), удостоился права защищать честь страны на Олимпийских играх в Рио-де-Жанейро — на сей раз в финале метнул диск на 63,72 метра, расположившись в итоговом протоколе соревнований на восьмой строке.
После Олимпиады в Рио Пареллис остался действующим спортсменом на ещё один олимпийский цикл и продолжил принимать участие в крупнейших международных стартах. Так, в 2017 году он отметился выступлением на чемпионате мира в Лондоне, где в метании диска с результатом 63,17 закрыл десятку сильнейших.
В 2018 году взял бронзу на Играх Содружества в Голд-Косте, победил на Средиземноморских играх в Таррагоне, занял восьмое место на чемпионате Европы в Берлине.
На чемпионате мира 2019 года в Дохе в финале установил ныне действующий национальный рекорд Кипра — 66,32 метра, став пятым.
Имея результат выше олимпийского квалификационного норматива (66,00), отобрался на Олимпийские игры 2020 года в Токио — здесь на предварительном квалификационном этапе метания диска показал результат 62,11 метра и в финал не вышел.